# Mike Delaney
Mike Delaney (eigentlich Michael Delaney; * 27. Mai 1947) ist ein ehemaliger britischer Sprinter.
Bei den British Commonwealth Games 1974 in Christchurch wurde er mit der walisischen Mannschaft Sechster in der 4-mal-400-Meter-Staffel. Über 200 und 400 Meter schied er im Vorlauf aus.
1978 erreichte er bei den Commonwealth Games in Edmonton über 400 Meter das Viertelfinale und schied mit der walisischen 4-mal-400-Meter-Stafette im Vorlauf aus.
1973, 1974 und 1979 wurde er Walisischer Meister über 400 Meter.

## Persönliche Bestzeiten
- 200 m: 21,6 s, 1978
- 400 m: 46,92 s, 8. Juli 1978, Cwmbran